# Colchester United FC
A Colchester United FC egy angol labdarúgócsapat 1937-ben alapították meg őket Colchester-ben.
Leghíresebb mérkőzésük az 1971-ben játszott Leeds United elleni 3-2-es győzelmük az FA Kupa 5. fordulójában.

## Játékosok
2010 február 3. szerint

### Jelenlegi keret
| #  |     | Poszt | Név                               |
| -- | --- | ----- | --------------------------------- |
| 1  | ENG | K     | Ben Williams                      |
| 2  | IRL | V     | Alan Maybury                      |
| 3  | WAL | V     | Lee Beevers                       |
| 4  | NGR | V     | Magnus Okuonghae (Csapatkapitány) |
| 6  | ENG | V     | Paul Reid                         |
| 7  | ENG | CS    | Ashley Vincent                    |
| 8  | IRL | KP    | John-Joe O'Toole                  |
| 9  | ENG | CS    | Clive Platt                       |
| 10 | ENG | KP    | Kemal Izzet                       |
| 11 | ENG | KP    | Simon Hackney                     |
| 12 | ENG | K     | Mark Cousins                      |
| 14 | ENG | KP    | David Fox                         |
| 15 | NGR | CS    | Kayode Odejayi                    |
| 16 | ENG | CS    | Ian Henderson                     |

| #  |     | Poszt | Név                                      |
| -- | --- | ----- | ---------------------------------------- |
| 18 | ENG | CS    | Steven Gillespie                         |
| 20 | JAM | CS    | Kevin Lisbie (kölcsönben az Ipswich-től) |
| 21 | ENG | V     | Danny Batth (kölcsönben a Wolves-tól)    |
| 22 | ENG | KP    | Anthony Wordsworth                       |
| 23 | ENG | V     | Marc Tierney                             |
| 25 | ENG | V     | John White                               |
| 26 | ENG | KP    | David Prutton                            |
| 28 | ENG | V     | Matt Heath                               |
| 30 | NOR | V     | Morten Knudsen                           |
| 31 | ENG | V     | Phil Ifil                                |
| 32 | ENG | KP    | Sam Corcoran                             |
| 33 | ENG | CS    | Russell Malton                           |
| 34 | WAL | V     | Thomas Bender                            |

### Kölcsönben szereplő játékosok
| #  |     | Poszt | Név                                            |
| -- | --- | ----- | ---------------------------------------------- |
| 5  | ENG | V     | Pat Baldwin (kölcsönben a Southend United-nél) |
| 17 | ENG | KP    | David Perkins (kölcsönben a Stockport-nál)     |
| 19 | FRA | CS    | Joël Thomas (kölcsönben a Hamilton-nál)        |

| #  |     | Poszt | Név                                             |
| -- | --- | ----- | ----------------------------------------------- |
| 27 | ENG | V     | Matthew Lockwood (kölcsönben a Barnet-nél)      |
| 29 | ENG | CS    | Scott Vernon (kölcsönben a Southend United-nél) |
| 39 | ENG | KP    | Medy Elito (kölcsönben a Cheltenham Town-nál)   |

## Edzők
- Ted Davis (1937–1945)
- Syd Fieldus (1945–1946)
- Ted Fenton (1946–1948)
- Jimmy Allen (1948–1953)
- Ron Meades (1953)
- Jack Butler (1953–1955)
- Claude Orrin (1955)
- Benny Fenton (1955–1963)
- Neil Franklin (1963–1968)
- Dick Graham (1968–1972)
- Dennis Mocham (1972)
- Jim Smith (1972–1975)
- Bobby Roberts (1975–1982)
- Allan Hunter (1982–1983)
- Cyril Lea (1983–1986)
- Mike Walker (1986–1987)
- Roger Brown (1987–1988)
- Steve Foley (1988–1989)
- Jock Wallace (1989)
- Steve Foley (1989–1990)
- Mick Mills (1990)
- Ian Atkins (1990–1991)
- Roy McDonough (1991–1994)
- George Burley (1994)
- Dale Roberts (1994–1995)
- Steve Wignall (1995–1999)
- Micky Cook & Steve Whitton (1999)
- Mick Wadsworth (1999)
- Steve Whitton (1999–2003)
- Geraint Williams (caretaker) (2003)
- Phil Parkinson (2003–2006)
- Geraint Williams (2006–2008)
- Kit Symons (caretaker) (2008)
- Paul Lambert (2008–2009)
- Joe Dunne (caretaker) (2009)
- Aidy Boothroyd (2009–)

## Sikerei
- Football League 1
  - Döntős: 2006–2007
- Football Conference
  - Győztes: 1991–92
- Southern Football League
  - Győztes: 1938–39
  - Liga kupa győztes: 1939–40, 1946–47
- Eastern Counties Football League
  - Győztes: 1938–39, 1956–57, 1958–59
- Essex Senior League Challenge Cup
  - Győztes: 1974–75 (Colchester United 'A' )
- FA Trophy
  - Győztes 1991–92

## Külső hivatkozások
- Hivatalos weboldal
- Colchester United Community Sports Trust